# Christian Harris
Christian Harris (Baton Rouge, Luisiana, 16 de enero de 2001) es un jugador profesional estadounidense de fútbol americano, se desempeña en la posición de linebacker en Houston Texans, en la National Football League (NFL).

## Carrera
Fue seleccionado en la tercera ronda en la Reunión Anual de Selección de Jugadores de la NFL de 2022. Hizo su debut profesional con el equipo Houston Texans, donde lleva jugando dos temporadas.